# Otto Adam
Otto Adam (Wiesbaden, 24 novembre 1909 – Ottweiler, 2 dicembre 1977) è stato uno schermidore tedesco, vincitore di una medaglia di bronzo nella scherma ai giochi olimpici.